# (10979) Fristephenson
(10979) Fristephenson est un astéroïde de la ceinture principale. Il a été découvert par Cornelis van Houten, van Houten-Groeneveld et Tom Gehrels le 29 septembre 1973. Il est nommé en l'honneur de l'astronome F. Richard Stephenson.